# Groblershoop
Groblershoop è un centro abitato del Sudafrica, situato nella provincia del Capo Settentrionale. 